# 三氯化碘
三氯化碘（或六氯化二碘）是一种氯和碘组成的互卤化物。

## 历史
三氯化碘是较早发现的互卤化物之一，它早在1814年即与一氯化碘一起被戴维发现。

## 性质
黄棕色针状易潮解结晶，在室温下能挥发。有刺鼻气味。具腐蚀性。熔点 33℃。加热至 77℃完全分解为一氯化碘和氯气。溶于水分解，溶于乙醇、苯、乙醚、四氯化碳和浓盐酸等。一般配成20～35％的浓盐酸溶液使用。由于易分解，因此很难得到纯的产品。
固态时三氯化碘的晶体是一个平面分子结构，属三斜晶系，其简单晶格不是以 {\displaystyle {\rm {\ ICl_{3}}}} 存在而是 {\displaystyle {\rm {\ I_{2}Cl_{6}}}}。
熔融的三氯化碘会明显地发生离解，生成一氯化碘和氯气：
{\displaystyle {\rm {\ ICl_{3}\rightarrow ICl+Cl_{2}}}}
因此作为溶剂是不适宜的。另一方面 {\displaystyle {\rm {\ ICl_{3}}}} 的电导测定又表明有以下反应发生：
{\displaystyle {\rm {\ I_{2}Cl_{6}\rightarrow ICl_{2}^{+}+ICl_{4}^{-}}}}
{\displaystyle {\rm {\ ICl_{3}}}} 也可以与路易斯酸生成 {\displaystyle {\rm {\ ICl_{3}\cdot AlCl_{3}}}} 之类的配合物。
与水反应生成一氯化碘、盐酸和碘酸：
{\displaystyle {\rm {\ 2ICl_{3}+3H_{2}O\rightarrow 5HCl+ICl+HIO_{3}}}}

## 制备
1、由碘和定量的液氯在 −80℃反应制备。蒸发除去过剩氯后获得固态六氯化二碘，不能用结晶法或蒸馏法纯化，因为它迅速分解为一氯化碘和氯气。
{\displaystyle {\rm {\ I_{2}+3Cl_{2}\rightarrow I_{2}Cl_{6}}}}
2、在＜40℃的强酸性溶液中进行如下反应。
{\displaystyle {\rm {\ I_{2}+5Cl^{-}+ClO_{3}^{-}+6H^{+}\rightarrow I_{2}Cl_{6}+3H_{2}O}}}
此法是制备六氯化二碘的方便方法。

## 用途
用于医药和测定碘值。在有机合成中，三氯化碘可用于氯化和碘化芳香化合物。